# كوين شيبارد
كوين شيفارد (ولد في 28 فبراير 1995)  كاتبة سيناريو ومخرج، وممثلة سينمائيو وتلفزيونية أمريكية، عرفت في المسلسل الدرامي القانون والنظام: الوحدة الخاصة للضحايا (2011), وبدورها «مورغان ساندرز» في مسلسل سي بي اس التلفزيوني رهائن، ودور «دونا مالون في» الكوميديا قصر غير مصحوبين، منذ ذلك الحين أخذت في كتابة، إخراج وإنتاج عدد من الأفلام السينمائية القصيرة.

## روابط خارجية
- كوين شيبارد على موقع IMDb (الإنجليزية)
- كوين شيبارد على موقع ألو سيني (الفرنسية)
- كوين شيبارد على موقع أول موفي (الإنجليزية)
- كوين شيبارد على موقع قاعدة بيانات الأفلام السويدية (السويدية)
- كوين شيبارد على موقع قاعدة بيانات الفيلم (الإنجليزية)
- كوين شيبارد على موقع كينوبويسك (الروسية)
- الموقع الرسمي